# Stentjärnarna (södra)
Stentjärnarna (södra) är en sjö i Vilhelmina kommun i Lappland och ingår i Ångermanälvens huvudavrinningsområde. Sjön har en area på 0,0187 kvadratkilometer och ligger 637,7 meter över havet. Stentjärnarna (södra) ligger i Njakafjäll Natura 2000-område.

## Delavrinningsområde
Stentjärnarna (södra) ingår i det delavrinningsområde (720521-149293) som SMHI kallar för Utloppet av Stentjärnarna (södra). Medelhöjden är 647 meter över havet och ytan är 0,34 kvadratkilometer. Det finns inga avrinningsområden uppströms utan avrinningsområdet är högsta punkten. Vattendraget som avvattnar avrinningsområdet har biflödesordning 4, vilket innebär att vattnet flödar genom totalt 4 vattendrag innan det når havet efter 359 kilometer. Avrinningsområdet består mestadels av skog (65 procent) och sankmarker (34 procent).